# Filips van Glymes
Filips van Glymes (1422 - 1469), heer van Grimbergen en Rode, was een edelman en ridder in het leger van Filips de Goede en later Karel de Stoute.

## Biografie

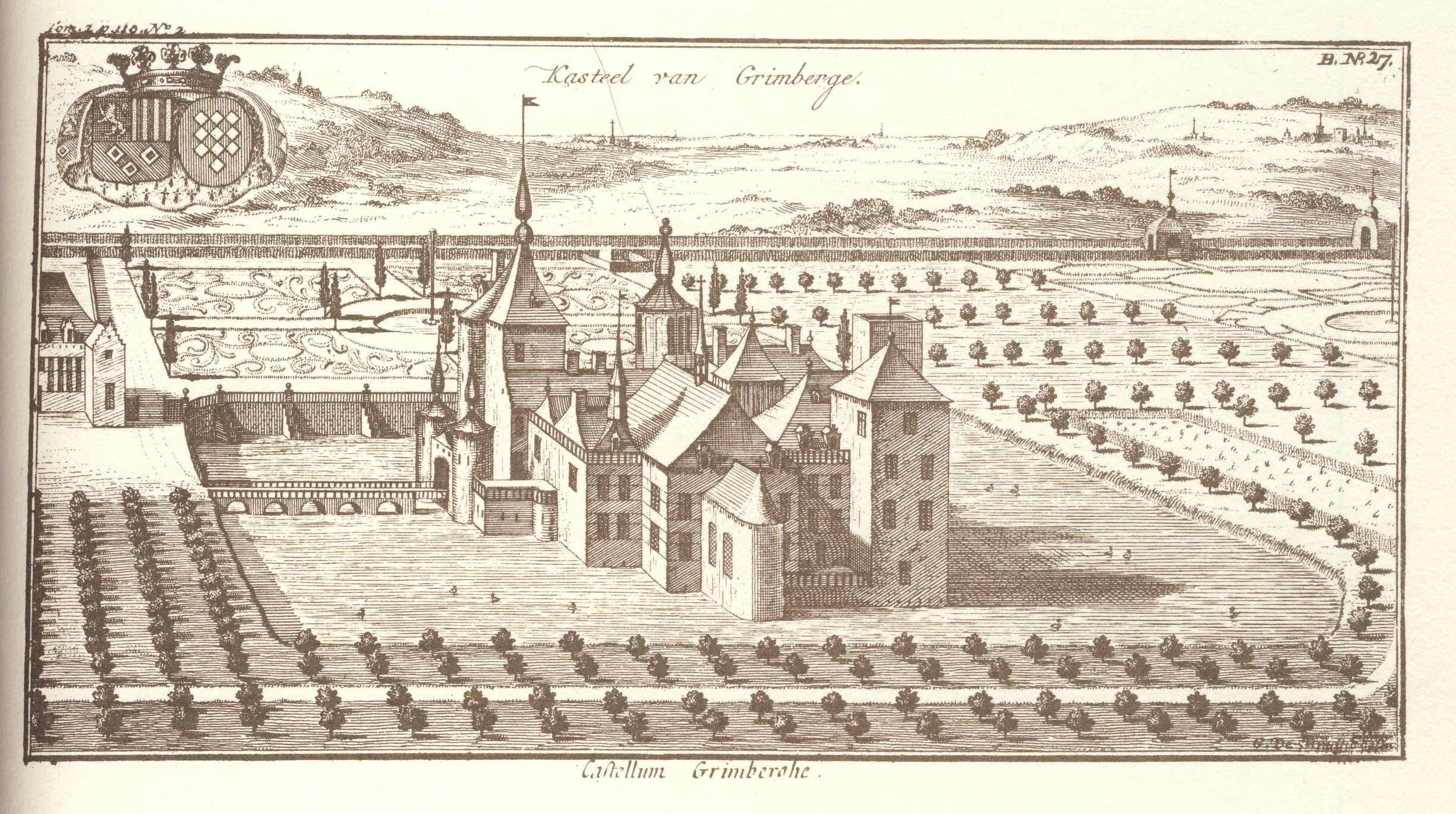
Het kasteel van Grimbergen

### Familie
Filips van Glymes was een zoon van Jan I van Glymes, drossaard van het hertogdom Brabant en Johanna van Boutersem, erfvrouwe van Bergen op Zoom. Hij was een jongere broer van Jan metten Lippen. Filips stamde via een door keizer Lodewijk de Beier gewettigde bastaardtak af van Jan II van Brabant. Hertog Jan IV van Brabant trad bij zijn doop op als peetvader.

### Grimbergen
Filips' moeder was de erfdochter van Hendrik van Bergen, heer van Grimbergen uit het Huis Boutersem. Zij erfde Grimbergen in 1419, toen zowel haar grootvader Hendrik VIII van Bautersem (als Hendrik II heer van Bergen op Zoom) als ook haar vader kort na elkaar waren overleden. Na het overlijden van de vader van Filips in 1427 viel het bezit van Grimbergen aan hem toe. Tot in de achttiende eeuw bleef Grimbergen in het bezit van zijn afstammelingen, die zich later De Berghes zouden noemen en die het schopten tot graven en prinsen.

### Loopbaan
Kort voor zijn deelname aan de strijd tegen het opstandige Gent, werd Filips van Glymes in 1452 door Filips de Goede tot ridder geslagen nadat hij zich in een toernooi waardig had bewezen. Tijdens de Slag bij Montlhéry in 1465 bezorgde hij door een moedige aanval met bereden kruisboogschutters Karel de Stoute de overwinning op Lodewijk XI van Frankrijk. Filips van Glymes raakte daarbij zelf in gevangenschap. Wanneer hij werd vrijgelaten en wat er na zijn loslating in zijn leven is gebeurd is niet beschreven. 

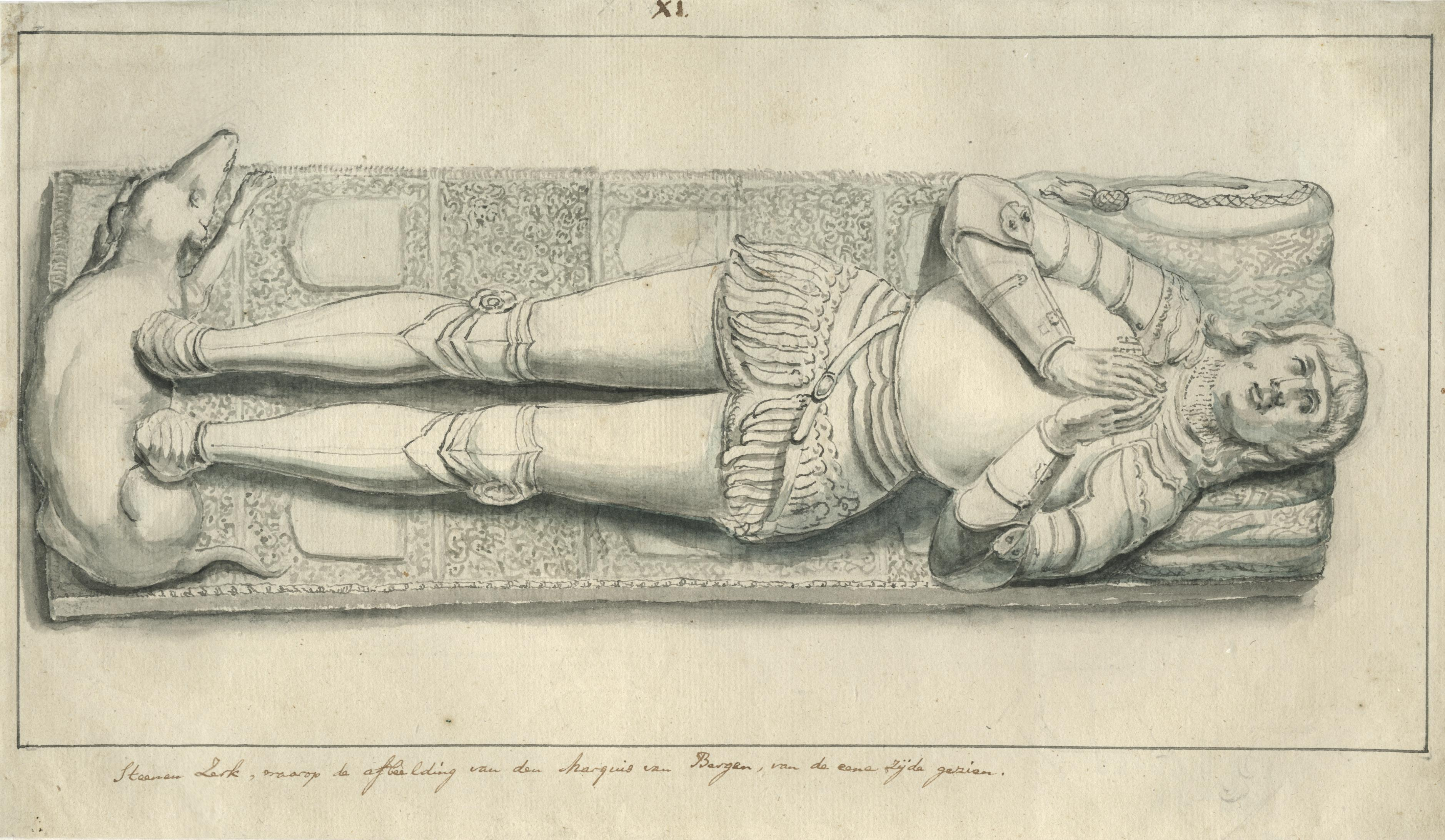
Bovenaanzicht van de grafzerk van Filips van Glymes in de voormalige Hofkapel op het Haagse Binnenhof.

### Overlijden
Volgens sommige bronnen stierf Filips van Glymes in Den Haag, waar hij werd begraven in de Hofkapel op het Binnenhof, iets dat voorbehouden was aan hooggeplaatste personen. Zijn graftombe werd tijdens opgravingen in 1770 aangetroffen en is toen beschreven en nagetekend. Historici hebben later op basis van onderzoek vastgesteld dat het inderdaad zijn graf betrof. Sommige publicaties melden echter dat Filips sneuvelde op 22 juni 1476 tijdens de Slag bij Murten, andere dat hij sneuvelde tijdens de Slag bij Nancy. Het betreft hierbij echter een persoonsverwisseling met de bij Murat gesneuvelde zoon van Filips.

### Gezin
In 1444 huwde Filips met Joanna van Hamal van Elderen, weduwe van Rogier van Petershem, heer van Leefdael. Filips van Glymes kreeg meerdere kinderen met Johanna van Hamal, waaronder Jacobus van Glymes (1450-1486), heer van Grimbergen, die later huwde met Isabella van Boschuijsen. Filips Frans van Glymes (1646-1704), graaf van Grimbergen en prins van Bergen, was een directe afstammeling van deze familietak.